# رنتون، استافوردشر

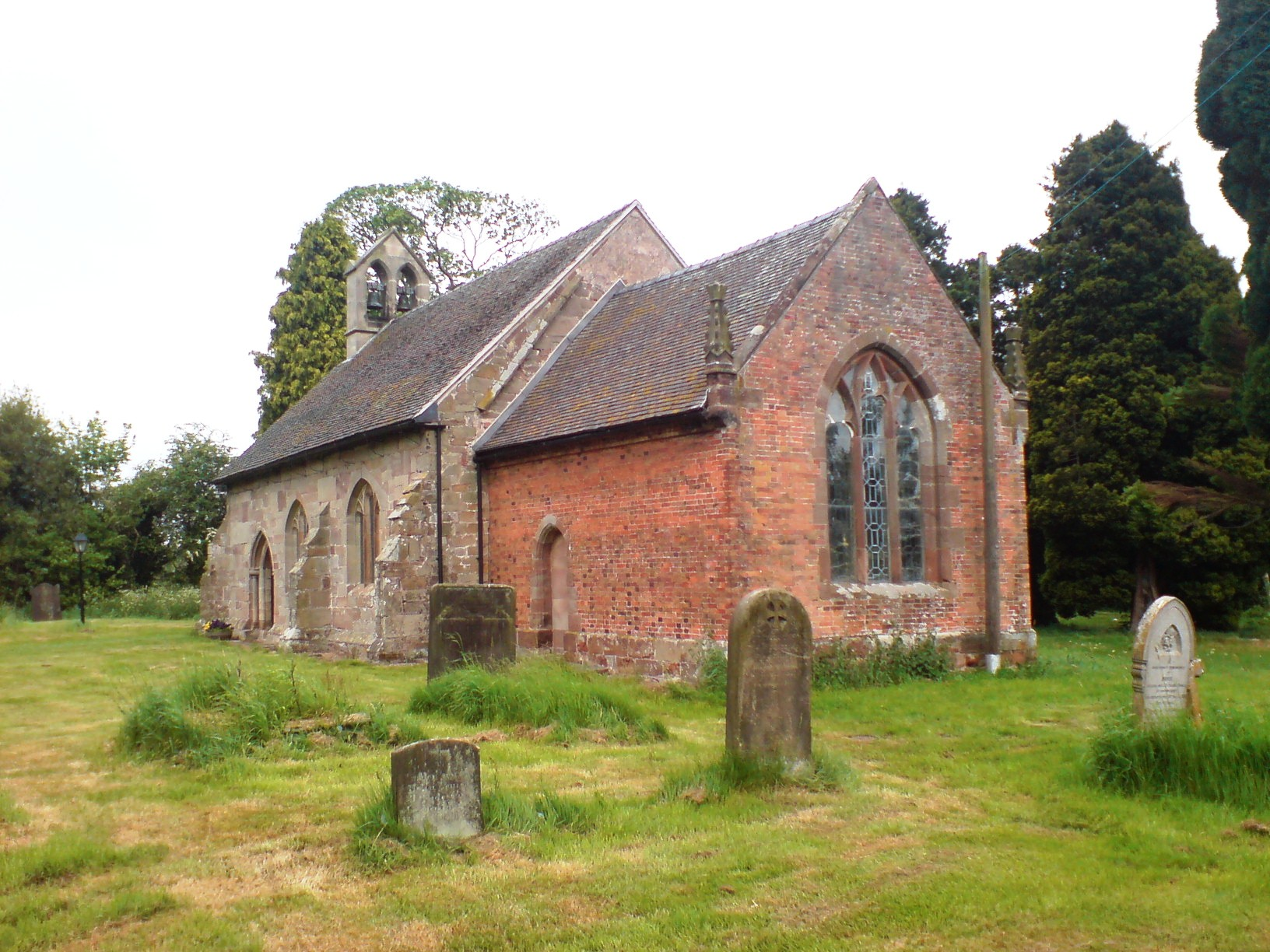
کلیسای مقدس، رانتون، منظره از جنوب شرقی، مه ۲۰۰۸

رنتون، استافوردشر (انگلیسی: Ranton, Staffordshire) روستایی کوچک در استافوردشر، انگلستان است. جمعیت این روستا در سرشماری سال ۲۰۱۱، ۳۸۲ نفر بوده‌است.

## کلیسای رنتون
ساختمان کلیسا در ۱۷۵۳ ساخته شد. در سال ۱۸۸۹، برج سنبله زنگ حذف شد.